# 리시리군

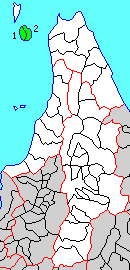
리시리 군의 위치

리시리군(일본어: 利尻郡)은 일본 홋카이도 소야 지청의 군이다. 군은 리시리 섬으로 이루어져 있다.
인구 3,966명, 면적 182.12km², 인구밀도 21.8명/km².(2025년 2월 28일, 주민기본대장인구)
이하 2정으로 구성된다.
- 리시리정(利尻町)
- 리시리후지정(利尻富士町)

## 역사
에도 시대에 리시리 군역은 서 에조치에 속했고, 마쓰마에번에 의해 리시리 장소가 열리고 있었다. 에도 시대 후기가 되면서 남하정책을 강력하게 진행하는 러시아의 위협에 대비해 리시리 군역은 천령이 되었다. 1869년 8월 15일에 리시리 군이 놓여져 홋카이도 기타미국에 포함되었다.